# Tourmesnil
 (février 2014).
Si vous disposez d'ouvrages ou d'articles de référence ou si vous connaissez des sites web de qualité traitant du thème abordé ici, merci de compléter l'article en donnant les références utiles à sa vérifiabilité et en les liant à la section « Notes et références ».
Tourmesnil est un hameau de la commune de Plainville dans l'Eure.

## Toponymie
Tourmesnil autrefois appelé Tormesnil pourrait avoir la même origine que les Tourville (Torville). Le préfixe Tor- viendrait du nom de personne norrois Thor (Þórr) et le suffixe -mesnil signifie une ferme. L'origine du Tourmesnil serait alors « la ferme de Þórr » possible référence au fondateur du hameau.
Par la suite, on trouvera les nominations Tor-ménil, Tour-ménil et Tour-mesnil.

## Anecdote
Plainville portait vers le XVIIIe siècle les noms de Pelleville et Tour-Ménil, Plainville-Tour-Ménil ou Plainville-Tour-Mesnil ce qui peut vouloir dire que ce hameau occupa un rang plus grand qu'actuellement.